# The Hand of Fate (film 1912)
The Hand of Fate è un cortometraggio muto del 1912 diretto da Frank E. Montgomery (Frank Montgomery).

## Produzione
Il film fu prodotto dalla Selig Polyscope Company

## Distribuzione
Distribuito dalla General Film Company, il film - un cortometraggio di una bobina - uscì nelle sale cinematografiche statunitensi il 22 aprile 1912.